# فابيو ميان
فابيو ميان (بالإيطالية: Fabio Mian)‏ مواليد 7 فبراير 1992 في غوريتسيا، هو لاعب كرة سلة إيطالي بدأ مسيرته الاحترافية في سنة 2008 يلعب في ليغا باسكيت الدرجة الأولى ويحمل الرقم 9. يبلغ طوله 6 قدم 5 بوصة (2.0 م).

## فرق لعب لها
- بالاكانسترو فاريزي

## روابط خارجية
- فابيو ميان على موقع الاتحاد الدولي لكرة السلة (الإنجليزية)
- فابيو ميان على موقع كرة السلة الأوروبية.كوم (الإنجليزية)
- فابيو ميان على موقع ريلجم (الإنجليزية)
- فابيو ميان على موقع بروبوليرز (الإنجليزية)
- فابيو ميان على موقع سبورتس رفرنس (الإنجليزية)